# Saidat Onanuga
Saidat Onanuga (* 18. Juni 1974) ist eine ehemalige nigerianische Leichtathletin, die im Sprint und Hürdenlauf an den Start ging. Mit der nigerianischen 4-mal-400-Meter-Staffel siegte sie 1995 und 1999 bei den Afrikaspielen und wurde 1996 Afrikameisterin. Zudem wurde sie 1996 in Dakar auch Afrikameisterin über 400 Meter und im 400-Meter-Hürdenlauf.

## Sportliche Laufbahn
Erste internationale Erfahrungen sammelte Saidat Onanuga vermutlich im Jahr 1992, als sie bei den Juniorenweltmeisterschaften in Seoul mit 55,61 s in der ersten Runde im 400-Meter-Lauf ausschied. 1995 startete sie mit der nigerianischen 4-mal-400-Meter-Staffel bei den Afrikaspielen in Harare und siegte dort in 3:27,51 min gemeinsam mit Omolade Akinremi, Caroline Avbovbede und Fatima Yusuf. Im Jahr darauf siegte sie bei den Afrikameisterschaften in Yaoundé in 52,85 s über 400 Meter sowie in 56,64 s auch im 400-Meter-Hürdenlauf und gewann auch im Staffelbewerb in 3:39,2 min gemeinsam mit Calister Uba, Caroline Avbovbede und Folashade Ogundemi die Goldmedaille. Zudem studierte sie zu dieser Zeit an der University of Texas at El Paso in den Vereinigten Staaten. 1997 schied sie mit der Staffel bei den Weltmeisterschaften in Athen mit 3:27,94 min in der Vorrunde aus, ehe sie bei der Sommer-Universiade in Catania mit 57,53 s im Vorlauf über 400 m Hürden ausschied. Im Jahr darauf gewann sie bei den Afrikameisterschaften in Dakar in 56,84 s die Bronzemedaille im Hürdenlauf hinter der Marokkanerin Nezha Bidouane und Mame Tacko Diouf aus dem Senegal. 1999 gewann sie dann bei den Afrikaspielen in Johannesburg in 58,34 s ebenfalls die Bronzemedaille hinter der Senegalesin Mame Tacko Diouf und Surita Febbraio aus Südafrika. Zudem siegte sie im Staffelbewerb in 3:29,22 min gemeinsam mit Fatima Yusuf, Olabisi Afolabi und Falilat Ogunkoya. Sie blieb bis 2002 weiter aktiv, ehe sie ihre sportliche Laufbahn Alter von 28 Jahren beendete.
In den Jahren 1990 und 1991 wurde Onanuga nigerianische Meisterin im 800-Meter-Lauf sowie 1993 und 1999 über 400 m Hürden.

## Persönliche Bestleistungen
- 400 Meter: 52,43 s, 28. Juni 2002 in Calgary
  - 400 Meter (Halle): 52,91 s, 6. März 1999 in Indianapolis
- 400 m Hürden: 56,05 s, 22. April 2001 in Walnut